# Режет
Режет — посёлок в Апшеронском районе Краснодарского края России. Входит в состав Отдалённого сельского поселения.

## Варианты названия
- Решет,
- Рожет[2].

## География
Расположен на берегу реки Режет (правый приток реки Пшеха), в 30 км от районного центра.

### Улицы
- ул. Железнодорожная,
- ул. Заречная,
- ул. Клубная,
- ул. Коммунаров,
- ул. Хадыженское шоссе.

## Население
| 2002 | 2010 |
| ---- | ---- |
| 10   | ↘7   |

## Транспорт
Апшеронская узкоколейная железная дорога — крупнейшая горная узкоколейная железная дорога на территории России.